# Domingo Basile
Domingo Basile (Buenos Aires, Argentina; 1940 - Idem; 18 de agosto de 2018)  fue un actor argentino de cine, radio, teatro y televisión. 

## Carrera
Gran actor argentino de reparto, nació en Buenos Aires, Argentina. Desde muy joven se abocó a la actuación primero en el teatro y luego en la radio.  
En cine actuó en roles secundarios durante la década de 1970 con grandes actores de la talla de Onofre Lovero, Mecha Ortiz, Héctor Alterio, Roberto Airaldi, Osvaldo Bonet, Cipe Lincovsky, entre otros. Debutó en la pantalla grande con la película Heroína dirigida por  Raúl de la Torre junto a Graciela Borges, Pepe Soriano, Lautaro Murúa y María Vaner; y se despidió con La casa de las sombras de 1976 de la mano de Ricardo Wullicher, con Yvonne de Carlo, John Gavin y Leonor Manso.
En sus últimos años integró el histórico ciclo radial Las dos carátulas, dirigido por Nora Massi. 
En teatro formó parte del elenco de Nuevo Teatro junto a Alejandra Boero y Pedro Asquini. En Andamio 90 participó de Perestroika, Juana de Lorena, 1789 y Juancito de la Ribera; además de espectáculos con dirección de Julio Piquer, Luis María Vilches, Jorge Hacker, Enrique Pinti, Ricky Pashkus, Gene Foote y otros.
Falleció tras una larga enfermedad el 18 de agosto de 2018 a los 78 años según informó la Asociación Argentina de Actores, entidad de la que estuvo afiliado desde 1970.

## Filmografía[3]
- 1976: La casa de las sombras.
- 1974: Quebracho.
- 1974: Los golpes bajos.
- 1973: Informes y testimonios.
- 1972: Heroína.

## Televisión[4]
- 2007: Cara a cara
- 1987: Hombre de ley.
- 1980: Los especiales de ATC.
- 1976/1977: Hermosos mentirosos.
- 1975/1976: Alguna vez, algún día.
- 1974: Alta comedia.

## Teatro[5]
- 2012: Homo dramaticus junto a Hugo Cosciani.
- 2010: El sábado de los milagros- El Auditorio junto a Marta Albertini, Laura Mobilia, Gerónimo Espeche, Nicolás Dominici y Miguel Jordán.
- 2010: Conquistémonos, con Carlos Ameijeras, Miguel Jordán, Graciela Martinelli y Viviana Salomón.
- 2009: La indiecita violada, con Néstor Hidalgo, Graciela Martinelli y Karina Pittari.
- 2007: El tiempo de descuento, con Andrea Cantoni, Héctor Fuentes, Néstor Hidalgo y Viviana Salomón.
- 2007: El patio de la morocha, con Marcelo Armand, Luciana Bellini, Marcela Bonté, Laura Corace, Carlos Cortés, Alfredo Devita, Isaac Eisen, Eduardo espinoza, Ana Gonzalez, Ricardo Montesano, Ricardo Pelliza, Juan Ignacio Pucci, Cristian Vélez y Mirta Vidazo.
- 2007: Enfundo la mandolina con  Andrea Cantoni, Héctor Fuentes, Néstor Hidalgo, Alejandro Rattoni y Gladys Romero Marcial.
- 2004: La sombra de mi alma, con Liliana Abayieva, Marcela Boente, Laura Corace, Mariano Dossena, Martin Lavini y Ricardo Pelliza.
- 2005/2006: Los Moreira, forjadores de utopías con Héctor Giovine, Raúl Ramos y Miryam Strat.
- 2003/2005: Miel de almendras con Gonzalo Kramer y Juan Vesque.
- ?: Ohio Impromptu, con Duilio Marzio.
- 1989: Calle 42, junto a Rodolfo Valss, Marzenka Novak, Adriana Aizemberg, Violeta Rivas, Ruben Ash, Daniela Fernández, Estela Molly, entre otros.
- 1983: La mujer del año, dirigida por China Zorrilla, con Susana Giménez, Rafael Blanco, Guido D´albo, Alberto García Satur, Maurice Jouvet, Lelio Lesser, Nene Malbrán, Jorge Mayorano, Boy Olmi, Héctor Pilatti, Tina Serrano y Rodolfo Valss.
- 1979: Los tres etcéteras de Don Simón junto a Alfredo Iglesias, Cuny Vera, Mónica Galán, Edda Bustamante, Julio González Paz, Adolfo Káiser, Arturo Blas y César Cimini Zama - Teatro Larreta.
- 1979: La canción de los barrios.
- 1978: Los tres valses, con Miguel A. Llobet, Mima Araujo, Roberto Arnaez,José Canosa, Patricia Carballo, Ana María Casó, Miguel Ángel Castro, Liliana Cepeda, María Comesaña, Osvaldo de Marco, Lucio De Val, Laura Escalada, Jorge Galán, Juan José Ghisalberti, Daniel Guzmán, German Kraus, Haydée Lesquer, Alejandro Looks, Hugo Lorca, Margarita Luro, Roberto Manrul Amaya, José María Secreto, Juan Marín, Gogui Martin, Lea Marturano, Evangelina Massoni, Cesar Miranda, Marta Monteagudo, Janine Nommaz, Gabriela Peret, Laura Pessina, Virginia Romay, Lita Soriano y Alicia Zelko
- 1977: Chicago junto a Nélida Lobato, Marty Cosens, Ámbar La Fox, Juan Carlos Thorry, Jovita Luna, Alberto Campanini, José Luis López, Carola Cutaia, Edda Bustamante, Alicia Savio, Fernando Lewis, Lucio Zarlenga, Graciela Crisafi, Hugo Gómez, Cristina Fernández, Marta Monteagudo, Rubén Cuello, Estela Arcos, Oscar Yalj y Charles Belyea - Teatro El Nacional.
- 1974: En un campo una vez, con  Elia Mauro y Daniel Miglioranza.
- 1974: La cocina.
- 1972: Promesas, promesas, con Jorge Aguer, Rubén Amores, Héctor Biuchet, Susana Brunetti, Clara Cardaci, Beba Cordara, Hugo Corrado, María De Los Ángeles Narvaja, Alfredo Hers, Gayle Holden, Enrique Kossi, Jovita Luna, Mabel Magnan, María Marta Corbacho, Graciela Martha Briatore, Nene Morales, Don Morel, Jorge Nicolini, María Olga Maharbiz, Rubén Olguín, Roberto Olivares, Alberto Olmedo, Nelly Ponce, Maricarmen Prusso, Linda Riguez, Osvaldo Tesser y Enrique Zabala.
- 1963: Tres temas para pantomima, con Luis Alcalde, Miguel Ángel Peralta, Licia Solari, Jorge Bustamante, Edith Costa, Mario Del Pino, Pedro Jivot, Jorge Lopez, Jorge Lucchitta, Amelia Martinez, Élida Mauro, Mario Vázquez y Marga Von Baeremaecker.
- 1962: Sempronio, el peluquero y los hombrecitos, junto a Oscar Aguirre, Yolanda Alonso, Hector Alterio, Miguel Ángel Giuliano, Carlos Antón, Horacio Arévalo, Licia Solari, Vicente Capalbo, Lucrecia Capello, Mario Capponi, Américo Chandía, Rubens Correa, Juan Costo, María De Luca, Mario Del Pino, Olga Espeche, Mario Fogo, José Idalgo, Gloria Jucade, Marcelo Kassa, Héctor Magnoli, Juan Miguel Jordán, Elsa Otero, Norberto Pagani, Natacha Riel, Adolfo Seoane, David Vázquez, Mario Vázquez y Jorge Vucchitta.
- 1961: ¡Bah, no tiene importancia!, con Leonardo Aguilar, Oscar Aguirre, Hugo Alberti, Héctor Alterio, Luis Amén, Miguel Ángel Giuliano, Horacio Arévalo, Pedro Asquini, Lucio Barletta,  Carlos Belardi, Norberto Capponi, Rubens Correa, Julio Cupeto, Olga Espeche, Delia Gastiain, Pedro Jivot, Edgardo Jorge, Silvia Kot, Jorge Lucchitta, Jorge Luna, Héctor Magnoli, Amelia Martinez, Juan Miguel Jordán, Lilia Morilla, Elsa Otero, Antonio Pan, Enrique Pinti, Juan Carlos Puppo y Juan Antonio Tríbulo.
- 1959: El Quetzal, con Luis Amén, Eduardo Corrales y Carlos Grasso.